# سمیر عبود
سمیر عبود (عربی: سمير عبود؛ زاده ۲۹ سپتامبر ۱۹۷۲) یک بازیکن فوتبال اهل لیبی است.
وی همچنین در تیم ملی فوتبال لیبی بازی کرده است.